# Moulins-en-Bessin
Moulins-en-Bessin (graphiée Moulins en Bessin jusqu'en janvier 2019) est une commune nouvelle française située dans le département du Calvados en région Normandie, peuplée de 1 124 habitants.

## Géographie
Le 1er janvier 2017, la commune passe de l'arrondissement de Caen à celui de Bayeux.

### Hydrographie
La commune est située dans le bassin Seine-Normandie. Elle est drainée par la Thue, la Gronde et un autre petit cours d'eau,.
La Thue, d'une longueur de 12 km, prend sa source dans la commune de Thue et Mue et se jette  dans la Seulles à Ponts sur Seulles, après avoir traversé six communes. 

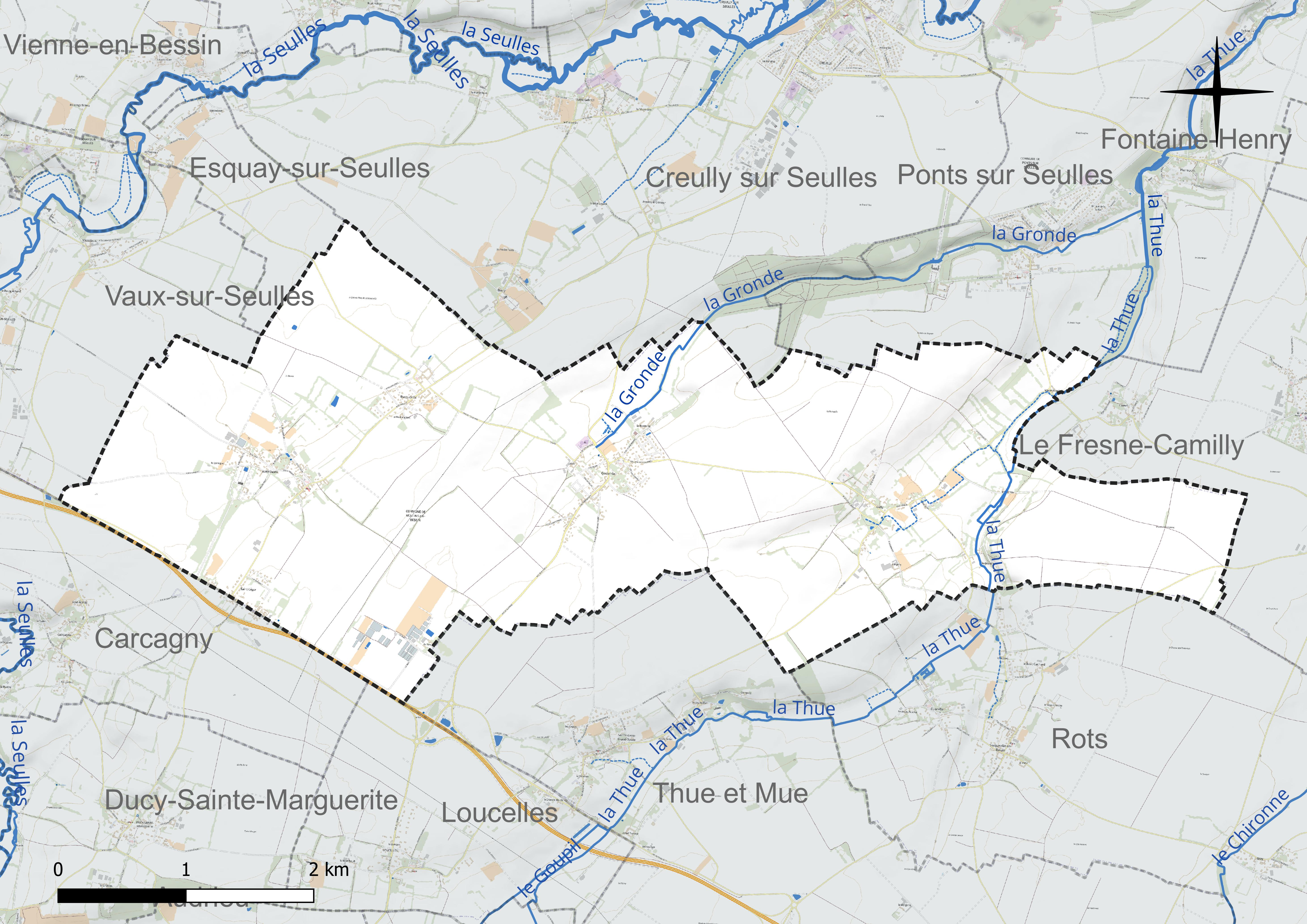
Réseau hydrographique de Moulins-en-Bessin.

### Climat
Pour des articles plus généraux, voir Climat de la Normandie et Climat du Calvados.
En 2010, le climat de la commune est de type climat océanique altéré, selon une étude du CNRS s'appuyant sur une série de données couvrant la période 1971-2000. En 2020, Météo-France publie une typologie des climats de la France métropolitaine dans laquelle la commune est exposée à un climat océanique et est dans la région climatique Normandie (Cotentin, Orne), caractérisée par une pluviométrie relativement élevée (850 mm/a) et un été frais (15,5 °C) et venté.
Pour la période 1971-2000, la température annuelle moyenne est de 10,7 °C, avec  une amplitude thermique annuelle de 11,5 °C. Le cumul annuel moyen de précipitations est de 746 mm, avec 12,2 jours de précipitations en janvier et 7,4 jours en juillet. Pour la période 1991-2020, la température moyenne annuelle observée sur la station météorologique la plus proche, située sur la commune de Carpiquet à 13 km à vol d'oiseau, est de 11,5 °C et le cumul annuel moyen de précipitations est de 740,3 mm,. Pour l'avenir, les paramètres climatiques de la commune estimés pour 2050 selon différents scénarios d'émission de gaz à effet de serre sont consultables sur un site dédié publié par Météo-France en novembre 2022.

## Urbanisme

### Typologie
Au 1er janvier 2024, Moulins-en-Bessin est catégorisée commune rurale à habitat dispersé, selon la nouvelle grille communale de densité à 7 niveaux définie par l'Insee en 2022.
Elle est située hors unité urbaine. Par ailleurs la commune fait partie de l'aire d'attraction de Caen, dont elle est une commune de la couronne,. Cette aire, qui regroupe 296 communes, est catégorisée dans les aires de 200 000 à moins de 700 000 habitants,.

## Toponymie
À Martragny , « la Tour », ancien moulin à vent, édifié en 1839 pour moudre les graines de colza[réf. nécessaire].
Le Bessin est un pays de la Normandie autrefois appelé Pagus Baiocensis (pays de Bayeux).

## Histoire
La commune nouvelle regroupe les communes de Coulombs, de Cully, de Martragny et de Rucqueville, qui deviennent des communes déléguées, le 1er janvier 2017. Son chef-lieu se situe à Martragny.
À la suite de l'arrêté préfectoral du 16 janvier 2019, le nom de la commune est graphié Moulins-en-Bessin et les communes déléguées sont supprimées au 1er janvier 2019.

## Politique et administration
| Nom               | Code Insee | Intercommunalité | Superficie (km2) | Population (dernière pop. légale) | Densité (hab./km2) |
| ----------------- | ---------- | ---------------- | ---------------- | --------------------------------- | ------------------ |
| Martragny (siège) | 14406      | CC d'ORIVAL      | 3,69             | 361 (2018)                        | 98                 |
| Coulombs          | 14186      | CC d'ORIVAL      | 4,43             | 459 (2018)                        | 104                |
| Cully             | 14212      | CC d'ORIVAL      | 6,55             | 157 (2018)                        | 24                 |
| Rucqueville       | 14548      | CC d'ORIVAL      | 2,63             | 166 (2018)                        | 63                 |

### Liste des maires
| Période      | Période  | Identité          | Étiquette | Qualité                   |
| ------------ | -------- | ----------------- | --------- | ------------------------- |
| janvier 2017 | mai 2018 | Philippe Laurent  |           | Responsable technique     |
| octobre 2018 | En cours | Véronique Gaumerd | SE        | Assistante administrative |

## Population et société

### Démographie
L'évolution du nombre d'habitants est connue à travers les recensements de la population effectués dans la commune depuis sa création.
En 2022, la commune comptait 1 124 habitants, en évolution de −2,68 % par rapport à 2016 (Calvados : +1,58 %, France hors Mayotte : +2,11 %).
| 2015  | 2020  | 2022  |
| ----- | ----- | ----- |
| 1 142 | 1 088 | 1 124 |

## Culture locale et patrimoine
- Église Saint-Pierre de Rucqueville.